# Bell X-1
Bell X-1 je bilo ameriško preizkusno letalo za preizkušanje leta z nadzvočno hitrostjo. Nastalo je kot skupni projekt Nacionalnega svetovalnega odbora za aeronavtiko (danes NASA), Vojnega letalstva Združenih držav Amerike in Vojnega letalstva Kopenske vojske Združenih držav Amerike, izdelali pa so ga v tovarni Bell Aircraft.
V osnovi je bilo letalo »naboj s krili«, oblikovano po naboju .50 BMG, ki je bil znan po stabilnosti leta z nadzvočno hitrostjo. Z njim je preizkusni pilot Chuck Yeager 14. oktobra 1947 postal prvi človek, ki je presegel hitrost zvoka v nadzorovanem letu.